# Carcinopsis rouxiana
Carcinopsis rouxiana är en insektsart som beskrevs av Griffini 1914. Carcinopsis rouxiana ingår i släktet Carcinopsis och familjen Anostostomatidae. Inga underarter finns listade i Catalogue of Life.